# پیخینیو دل کارمن (ماگدالنا)
پیخینیو دل کارمن (ماگدالنا) (به اسپانیایی: Pijiño) یک سکونتگاه مسکونی در کلمبیا است که در بخش ماگدالنا واقع شده‌است.

## خصوصیات
پیخینیو دل کارمن ۱۳٬۸۵۰ نفر جمعیت دارد.